# Ларс Бюстель
Ларс Бюстель (* 4 грудня 1978, Восс, Норвегія) — норвезький стрибун на лижах з трампліна.

## Кар'єра
Першу перемогу на етапах кубку світу здобув 4 січня 2006, перемігши на третьому етапі Турне чотирьох трамплінів у Бергізелі. Через 11 днів переміг на Чемпіонат світу з польотів на лижах у Бад Міттендорфі. 

Сезон він продовжив, займаючи місця між десятим і двадцятим місцями у наступних трьох етапах. 15-а позиція дозволила йому кваліфікуватися у змагання на нормальному трампліні на зимових Олімпійських іграх 2006, хоча у кваліфікаційній спробі його було дискваліфіковано. Фінішувавши шостим у першій спробі, він стрибнув у другій на 103,5 м, що в сумі принесло йому золоту медаль.

## Допінг
На початку 2009 року був спійманий на вживанні тетрагідроканнаболу та дискваліфікований. Раніше мав проблеми з алкоголем та законом, вчинивши п'яну бійку. Був засуджений на 24 дні ув'язнення.